# Grandes Oficiais do Reino da Suécia
Os  Grandes Oficiais do Reino (Sueco: De högre riksämbetsmännen) eram os cinco grande lideres membros do Conselho Privado da Suécia, entre o final do século dezesseis até meados de 1680.
Com a constituição de 1634, os cinco oficiais tornaram-se ministros de diferentes braços do governo (Sueco:kollegium). A mesma constituição declarou que os detentores dos cargos deveriam atuar como regentes no impedimento da ocupação do trono. Todos os Grandes oficiais do reino foram abolidos pelo rei Carlos XI.
O cargo de Lord High Steward e Lord High Chancellor foram reabertos no final do século dezoito, mas logo foram abolidos.

## Os Cinco Grandes Oficiais
O grandes oficiais eram, em ordem do que foi estabelecido em 1634, os seguintes :
1. Lord High Steward (ou Lord High Justiciar) (Sueco: Riksdrots)
2. Lord High Constable (Sueco: Riksmarsk)
3. Lord High Admiral (Sueco: Riksamiral)
4. Lord High Chancellor (Sueco: Rikskansler)
5. Lord High Treasurer (Sueco: Riksskattmästare)

### Lord High Steward
O titulo tinha importante significado até 1614,  quando o então Lord High Steward Magnus Brahe foi colocado no Svea Court of Appeal, a mais alta corte da Suécia naquele tempo. O lorde ficou responsável por supervisionar a justiça na Suécia.

### Lord High Constable
O titulo tinha importante significado até 1630, quando o Lord High Constable Jacob De la Gardie tornou-se presidente do Conselho de Guerra (Sueco: primeiro Krigsrätten, depois Krigsrådet e, em 1634, Krigskollegium), assim como chefe das forças armadas.

### Lord High Admiral
O Lord High Admiral era chefe do Almirantado da Suécia (Sueco: Amiralitetskollegium em 1634) e da Marinha Sueca.

### Lord High Chancellor
O Lord High Chancellor foi designado para garantir que as ordens do rei e do governo fossem seguidas. Ao longo do caminho, as atribuições do chanceler aumentaram até ao montante da criação de uma chancelaria, a Privy Council Chancellery of Sweden (em Inglês). A chancelaria tornou-se um dos ramos do governo e o chanceler atuou como a cabeça dele. Ainda que no quarto posto entre os grandes oficiais, o Lord High Chancellor se tornou a figura mais importante do Conselho Privado. O chanceler foi chefe das relações com as potências estrangeiras.

### Lord High Treasurer
O Lord High Treasurer tinha a responsabilidade de fiscalizar as questões relativas à economia do estado. O titular do escritório era o chefe das Câmaras, que em 1634 foi declarado um dos cinco departamentos do governo sob o nome de Kammarkollegium.

## Oficiais Menores do Reino
Atrás dos grandes oficiais, estavam outros membros do governo, Oficiais Menores do Reino (inglês), (em Sueco: de lägre riksämbetsmännen). Esses eram Marechal do Reino (riksmarskalk), Equerry do Reino (riksstallmästare), Forester do Reino (riksjägmästaren), e  General Quartermaster (generalkvartermästaren) e rikstygmästaren.

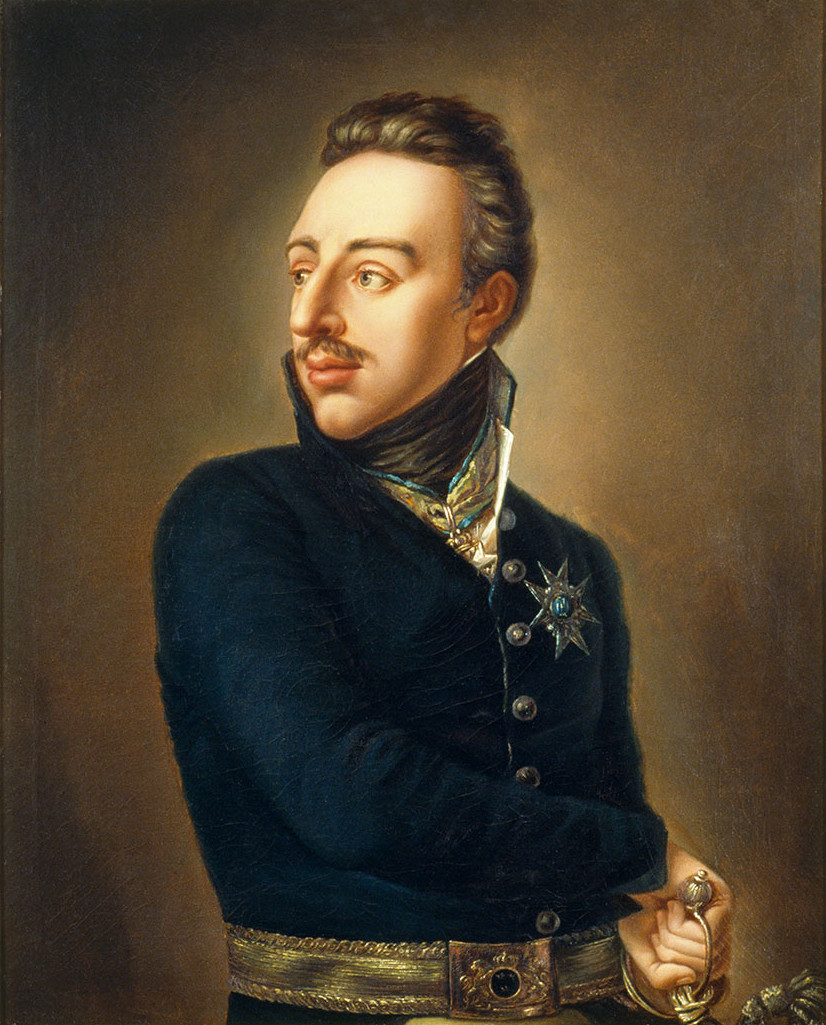
Gustavo III da Suécia

No final do século XVII o rei Carlos XI removeu não apenas os grandes oficiais, mas os oficiais menores também. Os escritórios do  Marechal do Reino e do Equerry do Reino foram ambos revivido pelo rei Gustavo III no final do século XVIII. Entre os pequenos e grandes oficiais do Reino, o único ainda a existir é o Marechal do Reino.